# Waldemar Kućko
Waldemar Kućko (ur. 19 czerwca 1932 w Kalitach koło Wilna, zm. 22 listopada 1981 w Gorzowie Wielkopolskim) – polski artysta fotograf. Członek Związku Polskich Artystów Fotografików. Członek założyciel Gorzowskiego Towarzystwa Fotograficznego.

## Życiorys
Waldemar Kućko od 1945 roku mieszkał i pracował w Gorzowie Wielkopolskim. W 1953 roku został absolwentem Technikum Fotochemicznego w Łodzi. W 1961 roku był jednym ze współzałożycieli Gorzowskiego Towarzystwa Fotograficznego, powstałego na bazie gorzowskiego oddziału Polskiego Towarzystwa Fotograficznego. Od 1956 roku współpracował jako fotoreporter z gazetą zakładową „Stilon Gorzowski”, od 1957 roku był fotoreporterem „Gazety Lubuskiej”, współpracował również z „Gazetą Gorzowską” i „Ziemią Gorzowską”. W 1969 roku był jednym z pomysłodawców Gorzowskich Konfrontacji Fotograficznych.
W 1972 roku został przyjęty w poczet członków Związku Polskich Artystów Fotografików (legitymacja nr 396). Pod koniec lat 70. był współtwórcą i kierownikiem Delegatury ZPAF w Gorzowie Wielkopolskim. Waldemar Kućko jest autorem i współautorem wielu wystaw fotograficznych; indywidualnych i zbiorowych. Szczególne miejsce w jego twórczości zajmowała fotografia architektury, w zdecydowanej większości miasta Gorzowa oraz fotografia reportażowa.
Prace Waldemara Kućko znajdują się w zbiorach Gorzowskiego Towarzystwa Fotograficznego, Miejskiego Ośrodka Sztuki w Gorzowie oraz Muzeum Lubuskiego im. Jana Dekerta w Gorzowie Wielkopolskim.

## Wybrane wystawy
- „Gorzów 58 – 63” (Gorzów Wielkopolski 1963)
- „To już historia” (Gorzów Wielkopolski 1965)
- „Jeden dzień w Pradze” (Gorzów Wielkopolski 1965)
- „Korcz” (Gorzów Wielkopolski 1965)
- „Jugosławia” (Gorzów Wielkopolski 1966)
- „Wilno – Moskwa – Leningrad” (Gorzów Wielkopolski 1967)
- „Asocjacje” (Gorzów Wielkopolski 1971)
- „Pokolenie” (Gorzów Wielkopolski 1972)
- „Pokolenie” (Poznań 1973)
- „Opowiadania o mieście” (Gorzów Wielkopolski, Warszawa 1977)

Źródło: